# Plicagonum
Plicagonum is een geslacht van kevers uit de familie van de loopkevers (Carabidae). De wetenschappelijke naam van het geslacht is voor het eerst geldig gepubliceerd in 1952 door Darlington.

## Soorten
Het geslacht Plicagonum omvat de volgende soorten:
- Plicagonum fulvum Darlington, 1952
- Plicagonum kaindi Darlington, 1971
- Plicagonum rugifrons Darlington, 1952